# Capnia kibuneana
Capnia kibuneana är en bäcksländeart som beskrevs av Kawai 1957. Capnia kibuneana ingår i släktet Capnia och familjen småbäcksländor. Inga underarter finns listade i Catalogue of Life.